# Homocapsaicina
La homocapsaicina es un capsaicinoide y análogo y congénere de la capsaicina en los chiles (Capsicum). Al igual que la capsaicina, es irritante. La homocapsaicina representa el 1 % de la mezcla total de capsaicinoides en los chiles. Es un compuesto lipófilo, incoloro, inodoro, cristalino a ceroso. En la escala Scoville tiene 8.600.000 SHU (unidades de calor Scoville).La homocapsaicina aislada del chile se ha encontrado en dos formas isoméricas, ambas con un doble enlace carbono-carbono en la posición 6 (numerada a partir del carbono amida) en la cadena acilo de 10 carbonos. Un isómero tiene un carbono adicional, un grupo metilo, en la posición 8 y el otro tiene un grupo metilo en la posición 9. La homocapsaicina (6-eno-8-metilo) es el isómero más abundante. La homocapsaicina con el doble enlace en la posición 7 nunca se ha encontrado en la naturaleza, aunque su estructura está ampliamente informada en Internet y en la literatura científica. Se han publicado detalles de esta identificación errónea.